# Myndus occidentalis
Myndus occidentalis är en insektsart som beskrevs av Van Duzee 1914. Myndus occidentalis ingår i släktet Myndus och familjen kilstritar. Inga underarter finns listade i Catalogue of Life.